# سيمارون (فلم)
سيمارون (بالإنجليزية: Cimarron) هو فيلم وسترن تم إنتاجه في الولايات المتحدة وصدر في سنة 1931.

## ترشيحات وجوائز
| السنة | الحدث  | الفئة     | النتيجة  |
| ----- | ------ | --------- | -------- |
| 1930  | أوسكار | أفضل فيلم | فـــــوز |

## الميزانية والإيرادات
بلغت تكلفة إنتاج الفيلم حوالي 1,433,000 دولار بينما حقق أرباحا تقدر بـ 1,383,000 دولار.

## وصلات خارجية
- سيمارون على موقع IMDb (الإنجليزية)
- سيمارون على موقع ميتاكريتيك (الإنجليزية)
- سيمارون على موقع الموسوعة البريطانية (الإنجليزية)
- سيمارون على موقع روتن توميتوز (الإنجليزية)
- سيمارون على موقع نتفليكس (الإنجليزية)
- سيمارون على موقع ألو سيني (الفرنسية)
- سيمارون على موقع Turner Classic Movies (الإنجليزية)
- سيمارون على موقع أول موفي (الإنجليزية)
- سيمارون على موقع فيلمافينيتي (الإسبانية)
- سيمارون على موقع قاعدة بيانات الأفلام السويدية (السويدية)

1. 1 2 3  وصلة مرجع: https://www.oscars.org/oscars/ceremonies/1932.
2. ↑  وصلة مرجع: http://www.imdb.com/title/tt0021746/. الوصول: 18 مايو 2016.
3. 1 2 3 4 5  وصلة مرجع: http://www.adorocinema.com/filmes/filme-49968/. الوصول: 18 مايو 2016.
4. 1 2 3 4 5  وصلة مرجع: http://www.allocine.fr/film/fichefilm_gen_cfilm=49968.html. الوصول: 18 مايو 2016.
5. 1 2 3 4 5 6 7 8 9 10 11 12 13  وصلة مرجع: http://www.imdb.com/title/tt0021746/fullcredits. الوصول: 18 مايو 2016.
6. 1 2 3 4 5  مذكور في: قاعدة بيانات الأفلام التشيكية السلوفاكية. لغة العمل أو لغة الاسم: التشيكية. تاريخ النشر: 2001.